# Căpâlna (okręg Sălaj)
Căpâlna – wieś w Rumunii, w okręgu Sălaj, w gminie Gâlgău. W 2011 roku liczyła 325 mieszkańców.